# Gullvårtor
Gullvårtor (Synchytrium aureum) är en svampart som beskrevs av J. Schröt. 1870. Gullvårtor ingår i släktet Synchytrium och familjen Synchytriaceae.  Arten är reproducerande i Sverige. Inga underarter finns listade i Catalogue of Life.